# Ленськ
Ленськ (ст.-укр. Ленск; якут. Лиэнскэй) — місто (з 1963) в Російській Федерації, адміністративний центр Ленського улусу Республіки Саха (Якутія).

## Географія
Місто розташоване на лівому березі річки Лени, на Приленському плато, в 840 км від Якутська. За 120 км на північний схід знаходиться Верхньовілючанське нафтогазоконденсатне родовище.

### Клімат
Ленськ знаходиться в зоні, що характеризується континентальним субарктичним кліматом. Найтепліший місяць — липень із середньою температурою 17.8 °C (64 °F). Найхолодніший місяць — січень, із середньою температурою -29.3 °С (-20.7 °F).
| Клімат Ленська          | Клімат Ленська | Клімат Ленська | Клімат Ленська | Клімат Ленська | Клімат Ленська | Клімат Ленська | Клімат Ленська | Клімат Ленська | Клімат Ленська | Клімат Ленська | Клімат Ленська | Клімат Ленська | Клімат Ленська |
| Показник                | Січ.           | Лют.           | Бер.           | Квіт.          | Трав.          | Черв.          | Лип.           | Серп.          | Вер.           | Жовт.          | Лист.          | Груд.          | Рік            |
| Абсолютний максимум, °C | −1             | −1             | 12             | 16             | 30             | 38             | 36             | 34             | 24             | 16             | 5              | −1             | 38             |
| Середній максимум, °C   | −25            | −20            | −8             | 1              | 11             | 19             | 22             | 18             | 10             | −2             | −15            | −22            | −1             |
| Середня температура, °C | −29,3          | −25,8          | −15,7          | −3,7           | 6              | 14,4           | 17,8           | 13,9           | 5,8            | −4,6           | −20            | −28,4          | −5,8           |
| Середній мінімум, °C    | −32            | −30            | −21            | −10            | 0              | 7              | 10             | 8              | 1              | −9             | −22            | −29            | −10            |
| Абсолютний мінімум, °C  | −55            | −50            | −42            | −31            | −15            | −2             | −1             | −1             | −11            | −31            | −47            | −52            | −55            |
| Норма опадів, мм        | 19.5           | 12.8           | 12.8           | 15.3           | 29.9           | 45.2           | 55.8           | 62             | 42.8           | 35.7           | 31             | 21.9           | 384.7          |
| Днів з опадами          | 24             | 20             | 19             | 15             | 15             | 14             | 12             | 13             | 14             | 25             | 26             | 26             | 223            |
| Днів з дощем            | 0              | 0              | 0              | 2              | 10             | 14             | 12             | 13             | 12             | 3              | 0              | 0              | 66             |
| Днів зі снігом          | 24             | 20             | 19             | 14             | 7              | 0              | 0              | 0              | 4              | 24             | 26             | 26             | 164            |
| ----------------------- | -------------- | -------------- | -------------- | -------------- | -------------- | -------------- | -------------- | -------------- | -------------- | -------------- | -------------- | -------------- | -------------- |
| Джерело: Weatherbase    |                |                |                |                |                |                |                |                |                |                |                |                |                |

## Історія
Населений пункт засновано в 1663 році як поселення «промислових» людей на місці евенської стоянки Мухтуй. У XVIII столітті для обслуговування 2-ї Камчатської експедиції В. Берінга була відкрита ямська поштова станція Мухтуя.

## Економіка
Провідними галузями економіки є річкові й автомобільні перевезення. У Ленську мають свої підрозділи алмазодобувна компанія «АЛРОСА» і акціонерна компанія з транспорту нафти «Транснефть».
Основні підприємства міста:
- Підприємства лісової та деревообробної промисловості;[3]
- Комбінат будматеріалів;
- Завод великопанельного домобудівництва;
- Харчові підприємства;
- ТОВ «ГДК Ленск-Газ», Ленське ЛВУМГ, ТОВ «Газпром трансгаз Томськ», ВАТ «Газпром»;
- Ленське РНУ, ТОВ «Транснефть-Схід», ВАТ «АК „Транснефть“».

## Транспорт
Пов'язаний автомобільною дорогою з містом Мирний.
Аеропорт Ленськ має ґрунтову злітно-посадкову смугу.
Великий річковий порт на Лені (доставка вантажів для алмазоносних районів Якутії). Влітку 2009 року вантажне сполучення існувало баржами до Усть-Кута, час у дорозі — чотири дні, вартість переправи — п'ять тисяч рублів за один метр довжини автомобіля.

## Уродженці
- Орлов Олівер Олексійович (* 1931) — український науковець. Доктор економічних наук, професор, академік Академії економічних наук України.

## Джерело
- Сторінка міста(рос.)

| Росія | Це незавершена стаття з географії Росії. Ви можете допомогти проєкту, виправивши або дописавши її. |